# Chrizantemy
Chrizantemy (ryska: Хризантемы, fritt översatt Krysantemum) är en rysk dramafilm från 1914, regisserad av Pjotr Tjardynin.

## Rollista
- Vera Karalli – Vera Aleksejevna Nevolina, ballerina
- Ivan Mosjoukine – Vladimir
- Raisa Rejzen – änkan
- Lidia Tridenskaja – äktenskapsmäklare
- Aleksandr Cheruvimov – teateradministratör
- Sofia Goslavskaja – ballettdansare [3]